# José Defelippo
José Defelippo (San Nicolás de los Arroyos, Buenos Aires, 26 de julio de 1997) es un baloncestista argentino que se desempeña como escolta en Ferro de la Liga Nacional de Básquet de Argentina.

## Trayectoria

### Clubes
| Club                     | País      | Año             |
| ------------------------ | --------- | --------------- |
| Regatas San Nicolás      | Argentina | 2012 - 2016     |
| Comunicaciones           | Argentina | 2016 - 2020     |
| San Lorenzo              | Argentina | 2020 - 2022     |
| Peñarol de Mar del Plata | Argentina | 2022 - 2023     |
| Titanes de Barranquilla  | Colombia  | 2023            |
| Boca Juniors             | Argentina | 2023 - 2024     |
| Olímpico                 | Argentina | 2024 - 2025     |
| Ferro                    | Argentina | 2025 - Presente |

## Palmarés

### Campeonatos nacionales
- Actualizado hasta el 02 de mayo de 2023.

| Título            | Club           | País      | Año         |
| ----------------- | -------------- | --------- | ----------- |
| Campeón del TNA   | Comunicaciones | Argentina | 2016 - 2017 |
| Campeón de la LNB | San Lorenzo    | Argentina | 2020 - 2021 |
| Campeón de la LNB | Boca Juniors   | Argentina | 2023 - 2024 |